# Alvin Baldus

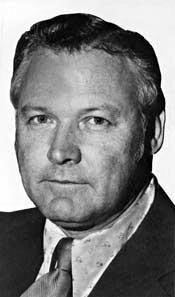
Alvin Baldus

Alvin James Baldus (* 27. April 1926 in Garner, Hancock County, Iowa; † 2. Februar 2017 in Menomonie, Wisconsin) war ein US-amerikanischer Politiker. Zwischen 1975 und 1981 vertrat er den Bundesstaat Wisconsin im US-Repräsentantenhaus.

## Werdegang
Alvin Baldus besuchte die Elkton High School in Minnesota und danach zwischen 1946 und 1948 das Austin Junior College, ebenfalls in Minnesota. Anschließend begann er in der Investmentbranche zu arbeiten und wurde Landmaschinenhändler. Von 1944 bis 1946 gehörte Baldus der amerikanischen Handelsmarine an. Während des Koreakrieges war er von 1951 bis 1953 Soldat in der US Army. Politisch schloss sich Baldus der Demokratischen Partei an. Zwischen 1966 und 1975 saß er als Abgeordneter in der Wisconsin State Assembly. Im Jahr 1973 war er stellvertretender Fraktionschef der demokratischen Abgeordneten. Von 1966 bis 1987 war er Delegierter auf allen regionalen Parteitagen der Demokraten in Wisconsin.
Bei den Kongresswahlen des Jahres 1974 wurde Baldus im dritten Wahlbezirk von Wisconsin in das US-Repräsentantenhaus in Washington, D.C. gewählt, wo er am 3. Januar 1975 die Nachfolge von Vernon Wallace Thomson antrat. Nach zwei Wiederwahlen konnte er bis zum 3. Januar 1981 drei Legislaturperioden im Kongress absolvieren. Nach seiner Zeit im US-Repräsentantenhaus kehrte Baldus zwischen 1989 und 1996 noch einmal in das Staatsparlament von Wisconsin zurück. Danach ist er politisch nicht mehr in Erscheinung getreten. Zuletzt lebte er in Prescott.